# 彼得·多伊奇
彼得·多伊奇（英語：Peter Deutsch，全名，1946年8月7日—），原名勞倫斯·彼得·多伊奇（Laurence Peter Deutsch），生於美國麻塞諸塞州波士頓，計算機科學家、程式設計師與企業家。他創作了Ghostscript等軟體，是多篇RFC的作者。是阿拉丁企業公司（Aladdin Enterprises）的創辦人。

## 生平
彼得·多伊奇自幼被視為神童。1963年，在他17歲時，完成並發表了PDP-1 Lisp 1.5版。曾參與Smalltalk的創作，啟發了Java程式語言的即時編譯概念。
他曾在全錄帕羅奧多研究中心（Xerox PARC）及昇陽電腦工作。1973年，在加州柏克萊大學取得計算機科學博士學位。他創立了阿拉丁企業後，於1988年推出自由軟體Ghostscript。
2007年9月12日，將原名中的勞倫斯（Laurence）改為只有一個 L。在史丹佛大學進修音樂課程後，2009年1月，在加州州立大學東灣分校完成音樂課程，取得文學碩士。